# Косня
Косня (укр. Косня, до 2016 г. — Червоный Плугатарь) — село на Украине, основано в 1928 году, находится в Малинском районе Житомирской области.
Код КОАТУУ — 1823482604. Население по переписи 2001 года составляет 81 человек. Почтовый индекс — 11611. Телефонный код — 4133. Занимает площадь 0,631 км².

## История
Под названием Красный Плугатар в статусе хутора известен с 1928 года. Возможно, основан на территории хутора Косня, известного с 1800 года, который в 1923 году принадлежал к Недашковскому сельскому совету, но по состоянию на 1 октября 1941 года на учёте уже не числился.
В 1930 году здесь действовал колхоз «Красный Плугатар».
По состоянию на 10 февраля 1952 числится как хутор Недашковского сельского совета Базарского района Житомирской области.
2 сентября 1954 передан Пятидубскому сельскому совету, а 21 июля 1958 — Вышивской.
С 21 января 1959 после принятия Указа Президиума Президиума Верховного Совета УССР «Об укрупнении некоторых районов Житомирской области» и ликвидации Базарского района входит в состав Малинского района.
В 1989 году в деревне насчитывалось 116 жителей.
18 марта 2010 года Житомирский областной совет принял решение о переименовании села в Плугатар, однако уже 8 сентября того же года решение было отменено.
19 мая 2016 года село Красный Плугатар переименовано в село Косня

## Адрес местного совета
11600, Житомирская область, Малинский р-н, с. Вышев